# Heinz Ludwig Sänger
|  | Dieser Artikel wurde aufgrund von formalen oder inhaltlichen Mängeln in der Qualitätssicherung Biologie zur Verbesserung eingetragen. Dies geschieht, um die Qualität der Biologie-Artikel auf ein akzeptables Niveau zu bringen. Bitte hilf mit, diesen Artikel zu verbessern! Artikel, die nicht signifikant verbessert werden, können gegebenenfalls gelöscht werden. Lies dazu auch die näheren Informationen in den Mindestanforderungen an Biologie-Artikel. |

Heinz Ludwig Sänger (* 18. Dezember 1928 in Großen-Linden; † 4. Mai 2010) war ein deutscher Biologe.
Sänger promovierte 1960 an der Universität Gießen. Er war Professor und bis zu seiner Emeritierung 1996 Direktor der Abteilung Viroidforschung des Max-Planck-Instituts für Biochemie in Martinsried bei München. Schwerpunkt seiner wissenschaftlichen Arbeit waren pflanzenpathogene Viren und Viroide.
Nach seiner Emeritierung vertrat er Zweifel an der Existenz des HI-Virus und einen Zusammenhang zur Infektionskrankheit AIDS.

## Ehrungen
- 1977: Mitglied der European Molecular Biology Organization (EMBO)[1]
- 1978: Robert-Koch-Preis
- 1981: Mitglied der Deutschen Akademie der Naturforscher Leopoldina